# Klaus-Heiner Lehne
Klaus-Heiner Lehne (Düsseldorf, 28 ottobre 1957) è un avvocato e politico tedesco.
È stato membro del Parlamento europeo dal 1994 al 2014 per la CDU e presidente della Corte dei conti europea dal 2016 al 2022.

## Biografia
Lehne ha studiato legge, fisica e filosofia, completando il secondo esame di stato in giurisprudenza. Ha lavorato come avvocato ed è stato partner presso lo studio legale Taylor Wessing a Düsseldorf. 
La sua carriera politica è iniziata a livello locale come consigliere comunale a Düsseldorf. Successivamente, è stato membro del Bundestag tedesco tra il 1984 e il 1992. Nel 1994 è stato eletto membro del Parlamento europeo, dove ha servito fino al 2014. Durante il suo mandato al Parlamento Europeo, ha presieduto il Comitato per gli Affari Giuridici ed è stato presidente della Conferenza dei Presidenti di Commissione.
Nel marzo 2014, Lehne è stato nominato membro della Corte dei conti europea. Nel settembre 2016 è stato eletto presidente della Corte, incarico che ha ricoperto fino al settembre 2022.

## Carriera politica
- Consigliere comunale a Düsseldorf: Inizio della carriera politica a livello locale.
- Membro del Bundestag (1984-1992): Ha rappresentato la Renania Settentrionale-Vestfalia al parlamento tedesco.
- Parlamento Europeo (1994-2014): Eletto come eurodeputato per la CDU, ha presieduto il Comitato per gli Affari Giuridici e la Conferenza dei Presidenti di Commissione.
- Membro della Corte dei conti europea (2014-2016): Ha contribuito alla supervisione delle finanze dell'Unione Europea.
- Presidente della Corte dei conti europea (2016-2022): Durante il suo mandato ha lavorato per migliorare la trasparenza nella gestione dei fondi dell’Unione europea.